# Latrobe City Tennis International 2011
Il Latrobe City Tennis International 2011 (Australia F12 Futures 2011) è stato un torneo di tennis facente parte della categoria ITF Men's Circuit nell'ambito dell'ITF Men's Circuit 2011 e dell'ITF Women's Circuit nell'ambito dell'ITF Women's Circuit 2011. Il torneo si è giocato a Traralgon in Australia dal 14 al 20 novembre su campi in cemento.

## Partecipanti WTA

### Teste di serie
| Nazionalità   | Giocatrice         | Ranking* | Testa di serie |
| ------------- | ------------------ | -------- | -------------- |
| Australia     | Casey Dellacqua    | 156      | 1              |
| Australia     | Olivia Rogowska    | 178      | 2              |
| Australia     | Isabella Holland   | 189      | 3              |
| Nuova Zelanda | Sacha Jones        | 217      | 4              |
| Giappone      | Misa Eguchi        | 232      | 5              |
| Russia        | Arina Rodionova    | 238      | 6              |
| Regno Unito   | Emily Webley-Smith | 240      | 7              |
| Giappone      | Akiko Ōmae         | 246      | 8              |

- Ranking al 7 novembre 2011.

### Altre partecipanti
Giocatrici che hanno ricevuto una wild card:
- Azra Hadzic
- Alenka Hubacek
- Alexandra Nancarrow
- Storm Sanders

Giocatrici che sono passate dalle qualificazioni:
- Stephanie Bengson
- Misa Eguchi
- Mai Minokoshi
- Viktorija Rajicic
- Emelyn Starr
- Ashling Sumner
- Tian Ran
- Zhao Di

## Vincitori

### Singolare maschile
Benjamin Mitchell ha battuto in finale   Michael Venus con il punteggio di 7–6(3), 6(2)–7, 6–0

### Doppio
Luke Saville /  Andrew Whittington hanno battuto in finale  John Peers /  Dane Propoggia 4–6, 6–4, [10–5]

### Singolare femminile
Casey Dellacqua ha battuto in finale  Sacha Jones con il punteggio di 7–5, 7–6(6)

### Doppio femminile
Stephanie Bengson /  Tyra Calderwood hanno battuto in finale  Monique Adamczak /  Bojana Bobusic con il punteggio di 6(2)–7, 6–1, [10–8]